# Фабада
Фабада астуріана (ісп. fabada asturiana), часто просто фабада — іспанське ситне бобове стью, що виникло та найчастіше зустрічається в автономному співтоваристві Астурія, проте поширене на території всієї Іспанії та у світових ресторанах іспанської кухні. Консервовану фабаду продають в супермаркетах країни.
Фабада є гострою та ситною стравою, через що її здебільшого споживають у зимовий період та як найбільшу страву дня — під час обіду. Зазвичай її подають як стартер, проте вона може бути й основною стравою. В основному фабаду подають разом з хлібом, астурійським сидром чи червоним вином.

## Інгредієнти
Фабаду готують з сухою великою квасолею (fabes de la Granja), попередньо вимоченою протягом 8 годин перед використанням, плечовою частиною свинини (Lacón Gallego) чи беконом (tocino), кров'янкою (morcilla), чорісос та, часто, шафраном (azafrán).

## Варіації
Іспанська олья подріда та південно-французьке кассуле схожі на фабаду астуріану.

## Галерея

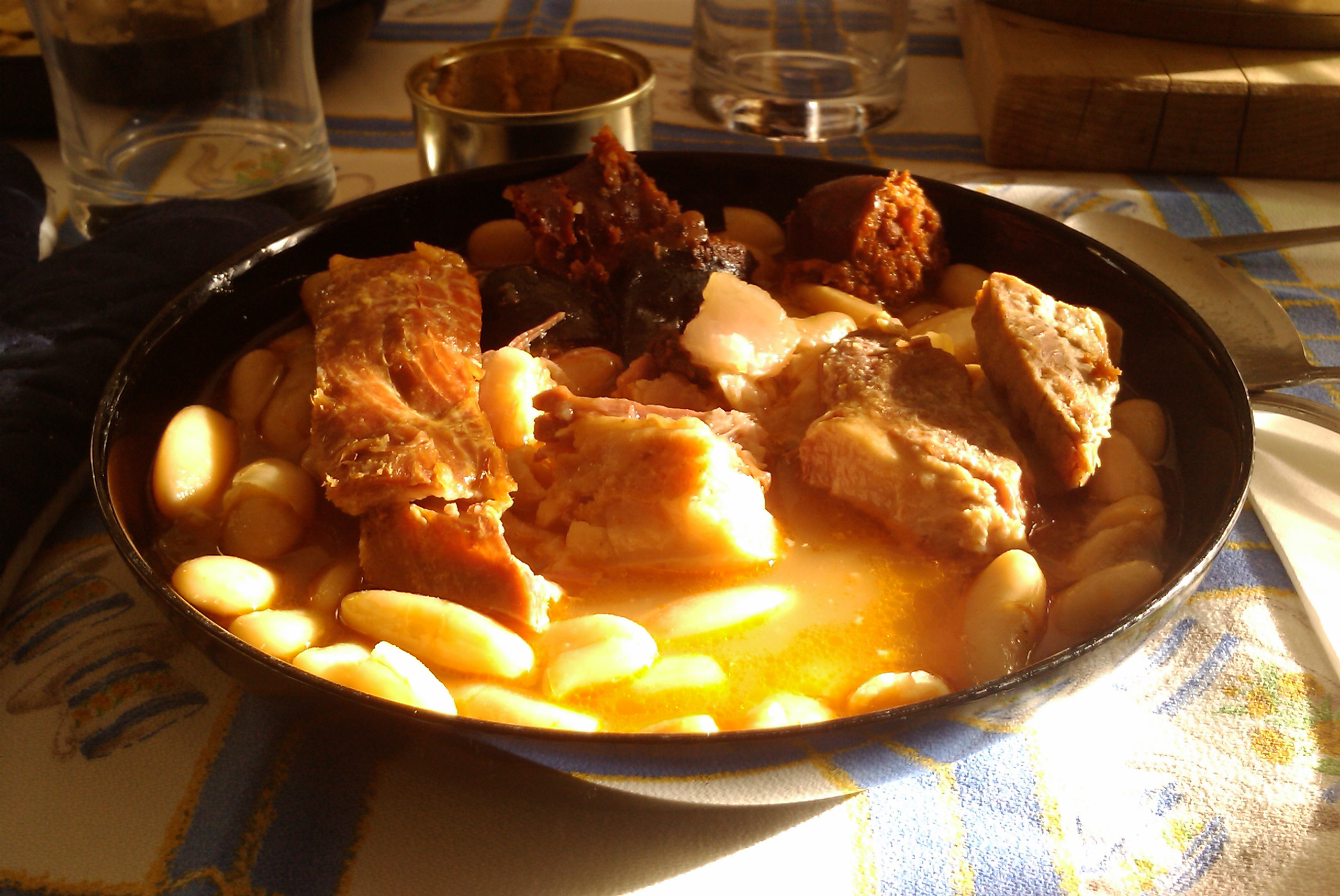
Готова фабада
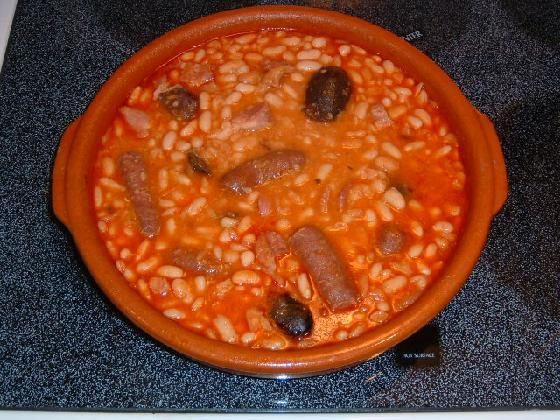
Фабада, приготована в традиційному глиняному посуді касуела